# 前进大街站
前进大街站是位于吉林省长春市朝阳区的一个轻轨车站，属于长春轨道交通3号线。

## 车站构造
两个侧式月台，为地面车站。

## 历史
- 2002年10月30日 - 开通使用。

## 车站周边
- 东方家园
- 沃尔玛购物广场前进店